# Major Lazer
I Major Lazer sono un gruppo musicale dancehall elettronica fondato nel 2008 dal DJ e produttore discografico statunitense Diplo. Precedentemente era una collaborazione con il DJ Switch, ma le loro strade si sono divise nel 2011. Attualmente, fanno parte del progetto i DJ Walshy Fire (dei Black Chiney) e Ape Drums (che nel 2019 ha preso il posto di Jillionaire, membro della band nei precedenti otto anni), i quali aiutano Diplo nella produzione e nelle performance live.

## Storia del gruppo
Il primo album in studio dell'allora duo, Guns Don't Kill People... Lazers Do, venne pubblicato il 16 giugno 2009 con l'etichetta Downtown Records. L'album è stato registrato in Giamaica presso gli studi della Tuff Gong. L'album conta le collaborazioni vocali di artisti di spicco, come Santigold, Vybz Kartel, Ward 21, Busy Signal, Nina Sky, Amanda Blank, Mr. Vegas, Turbulence, Mapei, T.O.K, Prince Zimboo, Leftside e tanti altri, oltre che di altri produttori, come Afrojack e Crookers. Il primo singolo estratto dall'album è stato Hold the Line, il quale è presente anche nella colonna sonora del videogioco FIFA 10.
Nel periodo 2011-2012 il gruppo collabora con Snoop Dogg, No Doubt, Rita Ora e Busy Signal, oltre a remixare brani di diversi artisti quali La Roux, Thom Yorke, Bruno Mars, Hot Chip e altri. Dopo aver annunciato la firma del contratto con la Secretly Canadian e dopo la pubblicazione di una serie di EP intitolata Lazer Strikes Back, nell'aprile 2013 viene pubblicato l'album Free the Universe. Il disco raggiunge la posizione #34 sia nella Official Albums Chart che nella Billboard 200.
Il 1º giugno 2015 viene pubblicato il terzo album in studio Peace Is the Mission. Il disco è preceduto, nel marzo 2015, dal singolo Lean On, a cui hanno partecipato DJ Snake e MØ. Tra gli altri artisti che hanno contribuito all'album vi sono inoltre Ariana Grande, 2 Chainz, Ellie Goulding, Travis Scott e Pusha T. Il 22 luglio 2016 esce il singolo Cold Water, in collaborazione con Justin Bieber e MØ, seguito il 30 settembre dello stesso anno da Believer, in collaborazione con Showtek.
Nel 2017 il gruppo pubblica l'EP Know No Better, che include collaborazioni con Camila Cabello, Quavo, Travis Scott, Anitta e Pabllo Vittar. Nel 2018 pubblicano la raccolta Major Lazer Essentials, la quale racchiude 10 anni di musica e l'inedito Blow The Smoke in collaborazione con Tove Lo. Il 10 maggio 2019 hanno pubblicato il singolo Can't Take It from Me in collaborazione con Skip Marley, annunciandolo in qualità di primo estratto dal successivo album. Nei mesi successivi viene annunciata la sostituzione di Jillionare con il DJ Ape Drums all'interno del gruppo.
Nel 2020 la formazione ha pubblicato il quarto album in studio Music Is the Weapon. che include collaborazioni con artisti come Nicki Minaj e Alessia Cara.

## Discografia

### Album in studio
- 2009 – Guns Don't Kill People... Lazers Do
- 2013 – Free the Universe
- 2015 – Peace Is the Mission
- 2020 – Music Is the Weapon

### EP
- 2010 – Lazers Never Die
- 2011 – Original Don
- 2013 – Lazer Strikes Back (serie)
- 2014 – Apocalypse Soon
- 2017 – Know No Better

### Singoli
- 2009 – Hold the Line (feat. Mr. Lexx e Santigold)
- 2009 – Pon de Floor (feat. Vybz Kartel)
- 2009 – Keep It Goin' Louder (feat. Nina Sky e Ricky Blaze)
- 2009 – Jump Up (feat. Leftside and Supahype)
- 2011 – Original Don (feat. The Partysquad)
- 2012 – Get Free (feat. Amber Coffman)
- 2012 – Jah No Partial (feat. Flux Pavilion)
- 2013 – Watch Out for This (Bumaye) (feat. Busy Signal, The Flexican e FS Green)
- 2013 – Bubble Butt (feat. Bruno Mars, Tyga and Mystic)
- 2013 – Scare Me (feat. Peaches e Timberlee)
- 2013 – Keep Cool (Life Is What) (feat. Shaggy e Wynter Gordon)
- 2014 – Aerosol Can (feat. Pharrell Williams)
- 2014 – Come On to Me (feat. Sean Paul)
- 2014 – Lose Yourself (feat. Moska & RDX)
- 2015 – All My Love (feat. Ariana Grande)
- 2015 – Lean On (con DJ Snake feat. MØ)
- 2015 – Powerful (feat. Ellie Goulding)
- 2015 – Be Together (feat. Wild Belle)
- 2015 – Light It Up (Remix) (feat. Nyla e Fuse ODG)
- 2016 – Cold Water (feat. Justin Bieber e MØ)
- 2016 – Believer (feat. Showtek)
- 2017 – Run Up (feat. Nicki Minaj e PARTYNEXTDOOR)
- 2017 – Know No Better (feat. Travis Scott, Camila Cabello e Quavo)
- 2017 – Sua cara (featuring Anitta e Pabllo Vittar)
- 2017 – Leg Over (Remix) (con Mr Eazi featuring French Montana e Ty Dolla Sign)
- 2018 – Miss You (con Cashmere Cat e Tory Lanez)
- 2018 – Tip Pon It (con Sean Paul)
- 2018 – Loko (con Tropkillaz featuring MC Kevinho e Busy Signal)
- 2018 – Let Me Live (con i Rudimental feat. Anne-Marie e Mr Eazi)
- 2018 – All My Life (featuring Burna Boy)
- 2018 – Orkant/Balance Pon It (featuring Babes Wodumo)
- 2018 – Tied Up (featuring Mr Eazi e Raye)
- 2018 – Loyal (featuring Kizz Daniel e Kranium)
- 2018 – Blow That Smoke (featuring Tove Lo)
- 2019 – Make It Hot (con Anitta)
- 2019 – Que calor (con J Balvin featuring El Alfa)
- 2020 – Rave de Favela (con MC Lan e Anitta)
- 2020 – Already (con Beyoncé feat. Shatta Wale)
- 2020 – Oh My Gawd (Mr Eazi e Major Lazer featuring Nicki Minaj e K4mo)
- 2020 – QueLoQue (Major Lazer featuring Paloma Mami)
- 2020 – Hell and High Water (Major Lazer featuring Alessia Cara)
- 2021 – Pra te Machucar (feat. Ludmilla, ÀTTØØXXÁ & Suku Ward)
- 2021 – Diplomático (feat. Guaynaa)
- 2021 – Jadi Buti (Nucleya VIP Remix) (con Nucleya featuring Rashmeet Kaur)
- 2021 – Titans (featuring Sia e Labrinth)
- 2021 – C'est cuit (featuring Aya Nakamura e Swae Lee)